# رامحة حبشية
الرامحة الحبشية أو عنب الثعلب الحبشي (الاسم العلمي:Dovyalis abyssinica) هي نوع من النباتات تتبع جنس الرامحة من الفصيلة الصفصافية.